# أخطار البراكين
```
هو ما يحصل عند ثوران 
البركان
، ويكون الخطر كبيراً في المناطق القريبة من البركان، ويعتمد ذلك على شدة ثوران البركان. ومن الأخطار البركانية:
1- 
جريان 
الحمم
 البركانية
 
تصل حرارة 
الحمم
 البركانية ما بين °880-°1100، والحمم البركانية لا تعتبر خطيرة بالعادة، لأن سرعتها بطيئة
 
 ويمكن تفاديها سيراً على الأقدام.وتكمن خطورتها بأنها تدمر 
المحاصيل
 
الزراعية
 والمنازل والطرق.ويمكن إبطاء حركتها عن طريق ضخ 
المياه
 عليها بالقوارب والمضخات.
[
1
]
 
[
2
]

2-
المقذوفات
 
وتعد المقذوفات أكثر خطراً من
 
 تدفق 
الحمم
 البركانية؛ بسبب إنفجارها المفاجئ، وحجمها، وحرارتها، والمسافات التي يمكن أن تصل اليها.
ويمكن تصنيف المقذوفات حسب حجمها:
- الغبار والرماد ويكون حجمه 2mm
 
 تقريباً ويتعبر خطير بسبب أنه يحمل لمسافات كبيرة، ويمكن أن يؤثر على المناخ العالمي بسبب حجبه لأشعة الشمس، وخطير على الصحة لانه يؤثر على التنفس ويسبب الإختناق.
-وهناك مقذوفات يكون حجمها ما بين(2-64) mm وهي عبارة عن حمم متصلبة المعروفة بالزجاج البركاني والتي تكون ناعمه بسبب تبريدها السريع والمفاجئ وتكون خطيرة على المناطق المجاورة 
-ومن المقذوفات ما يصل حجمه أكبر من 64mm والتي تسمى(بلوك)
 
 وهي خطيرة جدا.
[
3
]
 
[
4
]
 
[
5
]
```

ومن المقذوفات الخارجة من البركان 3-الغيمة المتوهجة وهي من أكثر الظواهر المدمرة التي ترافق البركان وتكون متكونة من غازات ساخنة جدا مختلطة بالرماد البركاني وفتات أكبر حجم منه وتتحرك هذه الغيمة بسرعة كبيرة جدا من قمة البركان إلى الاسفل تصل إلى(200)كم/بالساعة وتدمر كل شيء في طريقها.